# Барабаш, Александр Леонидович
Александр Леонидович Барабаш (укр. Олександр Леонідович Барабаш; род. 1 марта 1955 года, пос. Конырат Карагандинской области Казахской ССР) — советский и украинский государственный деятель, депутат Верховной рады Украины I созыва (1990—1994).

## Биография
Родился 1 марта 1955 года в посёлке Коунрад Карагандинской области Казахской ССР.
Окончил среднюю школу № 77 в городе Кривой Рог. В 1977 году окончил Днепропетровский химико-технологический институт имени Ф. Э. Дзержинского по специальности «инженер-химик-технолог».
После окончания института с 1977 года работал инженером-технологом, затем старшим инженером-технологом Ивано-Франковского пусконаладочного треста «Оргхим», с 1981 года занимал должности инженера-технолога, начальника технологического бюро, заместителя главного технолога Южного радиозавода (Жёлтые Воды).
В 1986 году принимал участие в ликвидации последствий аварии на Чернобыльской АЭС. С 1987 года занимал пост начальника технологического бюро цеха печатных плат приборного завода «Электрон» (Жёлтые Воды).
18 марта 1990 года в ходе первых альтернативных парламентских выборов в Украинской ССР был избран народным депутатом Верховного совета Украинской ССР XII созыва (в дальнейшем — Верховной рады Украины I созыва) от Желтоводского избирательного округа № 87 Днепропетровской области, набрал 52,63 % голосов среди четырёх претендентов, выдвигался кандидатом в народные депутаты трудовыми коллективами Южного радиозавода, приборного завода «Электрон» и Украинского филиала Всесоюзного научно-исследовательского проектного института «Промтехнологии». В парламенте входил во фракцию «Народная рада». Являлся секретарём комиссии по вопросам экономической реформы и управления народным хозяйством. Срок депутатских полномочий истёк 10 мая 1994 года.
C 1992 по 1994 год был президентом Союза арендаторов и предпринимателей Украины.
С 1995 по 1997 год являлся вице-президентом ассоциации Народных депутатов прошлых созывов.
Указом президента Украины от 19 августа 2016 года награждён юбилейной медалью «25 лет независимости Украины».
Женат, имеет двоих детей.